# Cumarinia odorata
Cumarinia odorata, conocido comúnmente como biznaga partida olorosa, es una especie de planta suculenta perteneciente a la familia Cactaceae y único miembro del género monotípico Cumarinia. Es endémica del noreste de México (concretamente en los estados mexicanos de San Luis Potosí, el sur de Nuevo León y Tamaulipas) y es de tamaño muy pequeño.

## Descripción

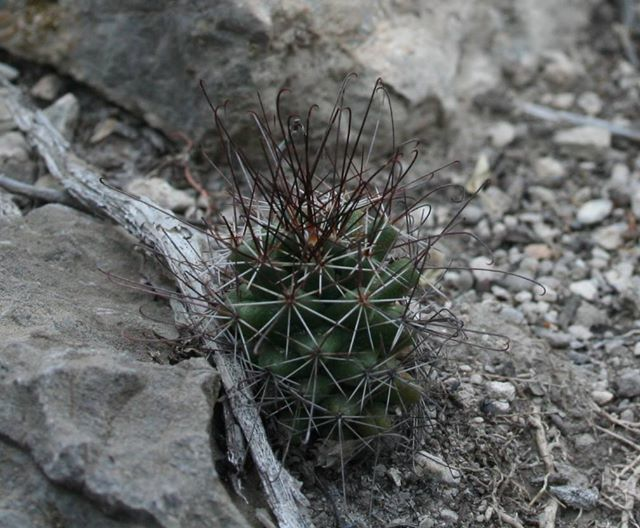
Cumarinia odorata

Cumarinia odorata es una especie de cactus pequeño que suele formar grupos irregulares de pocos brotes. Los tallos van de esféricos a cortamente cilíndricos, con la epidermis de color verde oscuro. Miden hasta 4 cm de alto y 3 cm de diámetro, con el ápice un poco hundido y sin lana.
Los tallos están cubiertos de tubérculos cilíndricos de consistencia blanda y flácida. Son romos, miden hasta 1 cm de largo y 0,4 cm de ancho. Presentan un surco superficial en la parte superior y las axilas son calvas.
En la punta de los tubérculos se asientan areolas cubiertas de lana blanca en su juventud. Tienen de 3 a 4 espinas centrales fuertemente ganchudas, de color negro o rojizo oscuro a amarillo y de 2 a 2,5 cm de largo. También tienen de 7 a 9 espinas radiales rectas de color blanco o amarillo con las punta pardusca y de 0,8 a 1 cm de largo.
Las flores son diurnas, pequeñas y tienen forma de embudo. Son estrechas y de color rosa amarillento. Aparecen a temprana edad y se autofecundan. Miden de 0,8 a 1,2 cm de diámetro y de 1.5 a 2 cm de largo. Tienen los estambres insertos en dos hileras, con los filamentos de color blanco y las anteras en forma de granos de café de color amarillo oro.

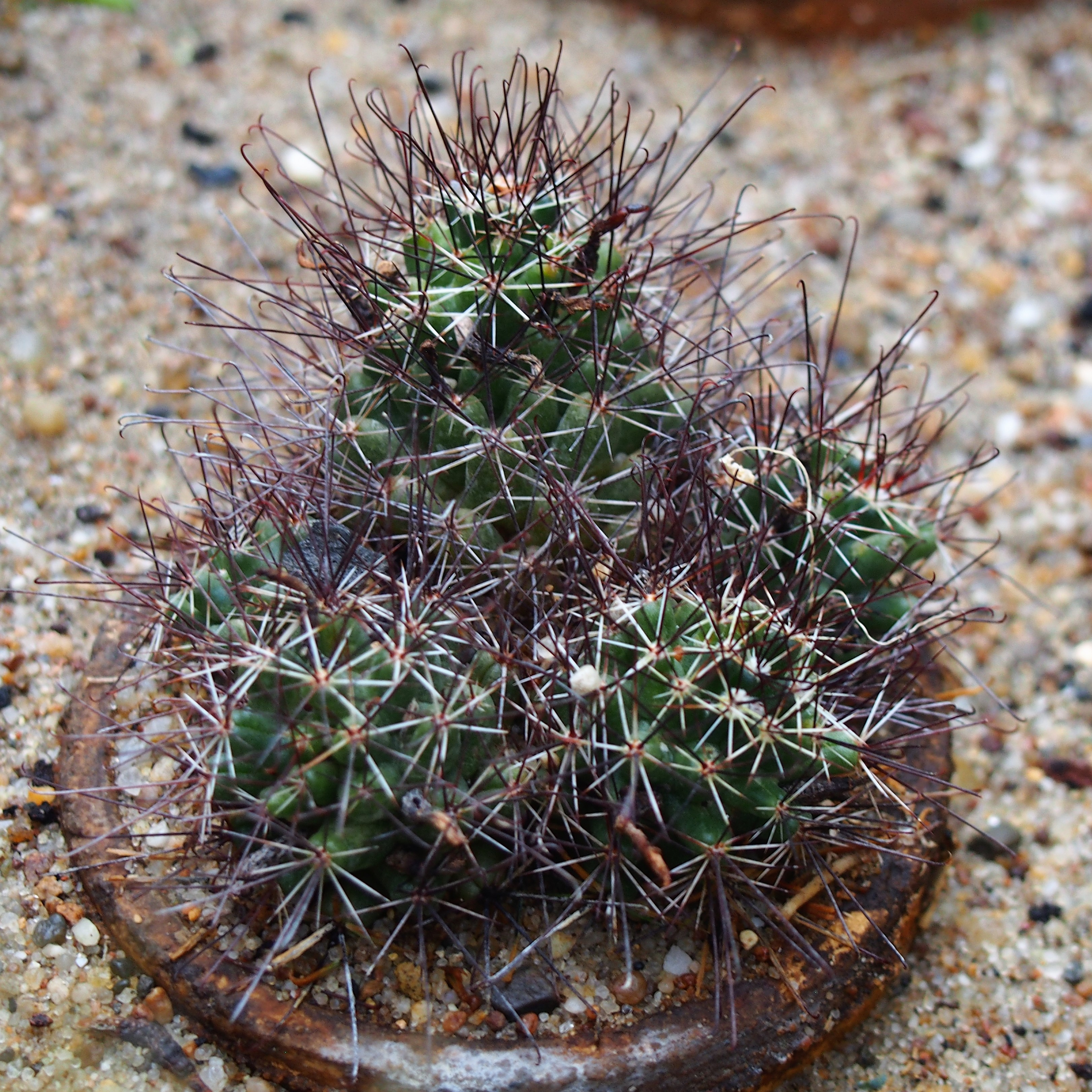
Cultivo en maceta

Los frutos son pequeños, estrechos y cilíndricos. Son de color verde pálido con un leve tinte rosado y miden de 1,5 a 2 cm de largo. En su interior contienen semillas ovoides, comprimidas lateralmente y de color negro.

## Distribución y hábitat

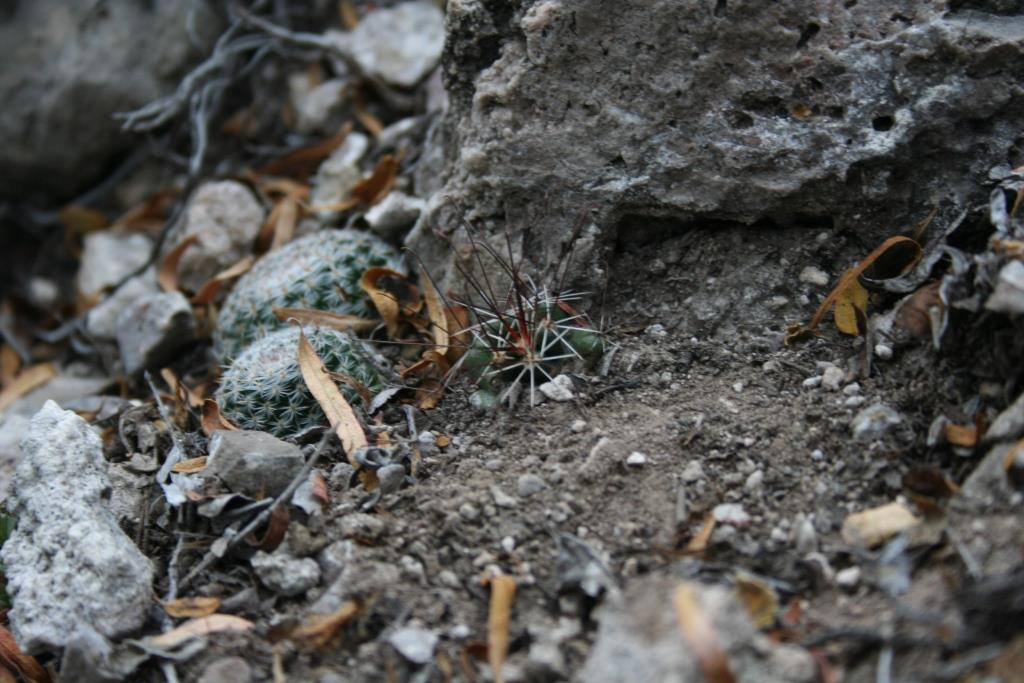
Planta en su hábitat

El área de distribución nativa de esta especie es el noreste de México (concretamente en los estados mexicanos de San Luis Potosí, el sur de Nuevo León y Tamaulipas) y crece principalmente en biomas desérticos o de matorral seco.
Se desarrolla en ladras y cañones de roca caliza, a altitudes de 670 a 1430 metros sobre el nivel del mar.

## Taxonomía
La primera descripción de esta especie fue como Coryphantha odorata, publicada en 1930 por el botánico alemán Friedrich Boedeker en la revista científica Monatsschrift der Deutschen Kakteen-Gesellschaft 2: 169.
Posteriormente, el botánico austríaco Franz Buxbaum colocó la especie en el género monotípico Cumarinia, pasando a llamarse Cumarinia odorata y anotando estos cambios en la revista científica Oesterreichische Botanische Zeitschrift 98: 87 en el año 1951.
Etimología
- Cumarinia: nombre genérico que hace referencia al olor que desprenden las flores de este género, el cual recuerda a la cumarina, compuesto orgánico natural de aroma dulce y herbáceo.[9]
- odorata: epíteto específico que deriva del latín ŏdōrātus, que significa ‘que tiene olor’ o ‘fragante’, haciendo referencia a la fragancia que desprenden las flores de esta especie.[10]

## Estado de conservación
En la Lista Roja de Especies Amenazadas de la UICN, la especie está clasificada como de “Preocupación Menor (LC)”.
No se conocen amenazas importantes para la conservación de esta especie, aunque algunas poblaciones se ven afectadas por la destrucción del hábitat debido al pastoreo excesivo de cabras y las minas de flúor de la zona.

## Usos
Se cultiva muy raramente como planta ornamental y su propagación se realiza normalmente a través de esquejes o semillas.
Necesita pleno Sol para desarrollarse adecuadamente y florece bastante temprano. Es sensible al exceso de riego (propenso a la pudrición), por lo que hay que cultivarlo en un sustrato con buen drenaje. Además, tolera temperaturas relativamente bajas siempre que se mantenga seco (resiste hasta −5 °C por periodos cortos).